# Лоде (Руйиенский край)
Лоде (латыш. Lode) — населённый пункт в Руйиенском крае Латвии. Административный центр Лодской волости. Находится на левом берегу реки Руя рядом с эстонской границей. Расстояние до города Валмиера составляет около 59 км. По данным на 2015 год, в населённом пункте проживало 150 человек.

## История
В советское время населённый пункт был центром Лодского сельсовета Валмиерского района. В селе располагался колхоз им. И. Судмалиса.